# Ämbar

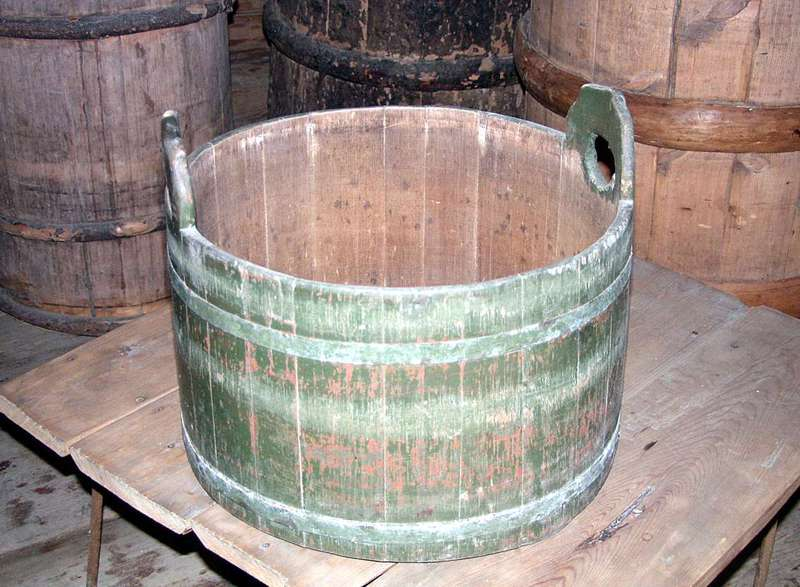
Ämbar.

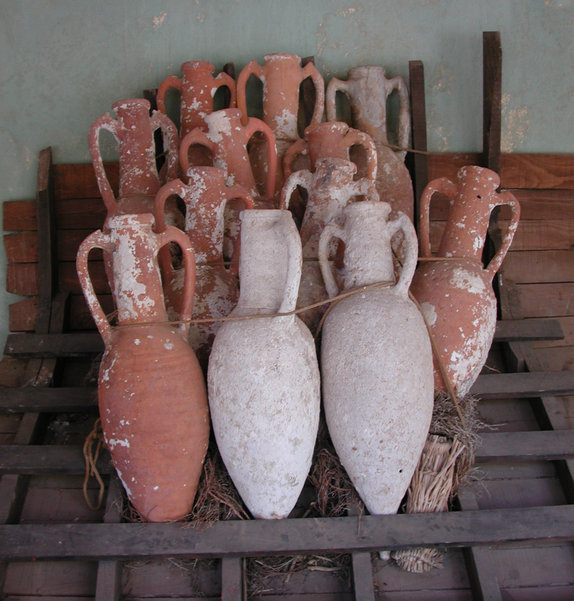
Amforor.

Ämbar är ett större kärl för att förvara vätska i, och är oftast långsträckt med två grepar.

## Etymologi
Ordet ämbar kommer möjligen från latinets amphora, försvenskat amfora. Kanske kan det härledas till det persiska ordet ambar [ämbar] som betyder förråd.
Amphora kommer av grekiskans amphiphoreus vilket betyder "kärl med två handtag” från amphi "på båda sidor” (jmf amfiteater) + phoreus "bärare," från pherein "att bära," from PIE-roten *bher- (1) "att bära.".
Alternativ men mindre sannolik förklaring är släktskap med ab ambar, som på farsi (huvudspråket i Iran) betyder 'byggnad med brunn'. Delordet ab betyder då 'vatten'.